# Le sfide di Apollo
Le sfide di Apollo (The Trials of Apollo) è una saga letteraria di genere fantasy scritta da Rick Riordan. Segue le saghe Percy Jackson e gli dei dell'Olimpo ed Eroi dell'Olimpo ed è basata sulla mitologia greca e storia romana, pur essendo ambientata negli Stati Uniti.

## Produzione
Il primo libro della serie s'intitola L'oracolo nascosto (The Hidden Oracle), in vendita nelle librerie italiane dal 28 giugno 2016, ma pubblicato negli Stati Uniti il 3 maggio 2016. Il secondo libro, La profezia oscura (The Dark Prophecy), è stato pubblicato negli Stati Uniti il 2 maggio 2017 ed è disponibile nelle librerie italiane dal 27 giugno 2017. Il terzo libro, Il labirinto di fuoco  (The burning maze) è stato pubblicato negli Stati Uniti il 1º maggio 2018 ed è disponibile nelle librerie italiane dal 26 giugno 2018. Il quarto libro della saga è uscito il 5 novembre 2019 con il titolo La tomba del tiranno (The Tyrant's Tomb), mentre il quinto e ultimo libro della saga La torre di Nerone (The Tower of Nero) è stato pubblicato negli Stati Uniti il 6 ottobre 2020 e il 24 novembre 2020 in Italia.

## Trama

### L'oracolo nascosto (The Hidden Oracle)
Zeus punisce Apollo per la sua disattenzione e inadempienza durante gli eventi della saga "Eroi dell'Olimpo", gettandolo giù dall'Olimpo (l'Empire State Building) sotto forma di un mortale sedicenne di nome Lester Papadopoulos. Atterrato in un quartiere malfamato viene trovato da dei teppisti del luogo che decidono di rapinarlo. Nel tentativo di intimorirli rivela loro di essere in realtà il dio greco Apollo ma i teppisti, non credendogli, lo pestano brutalmente e lo derubano. Tuttavia, viene aiutato inaspettatamente da una ragazzina che attacca i criminali con dei sacchi dell'immondizia, mettendoli in fuga e recuperando gli oggetti personali di Apollo. La ragazza rivela di essere una semidea di nome Meg Mccafrey e diventa padrona di Apollo dopo che quest'ultimo si lascia sfuggire che nelle sue precedenti punizioni sulla Terra ha dovuto servire dei padroni mortali. In compagnia di Meg McCaffrey, che si rivelerà essere una figlia di Demetra, Apollo si avventura per le strade di New York alla ricerca di Percy Jackson, che lo condurrà al Campo Mezzosangue, dove emergerà che la punizione di Apollo potrebbe essere legata alla scomparsa di alcuni semidei e al misterioso silenzio dell'Oracolo di Delfi, che è da tempo occupato dal mostro Pitone: ciò impedisce all'attuale ospite dello spirito dell'Oracolo, Rachel Elizabeth Dare, di pronunciare le sue sacre profezie e di dare quindi avvio a nuove imprese da parte dei semidei.
Rachel, dopo alcune ricerche, rivela di sapere il perché del silenzio dell'Oracolo e delle difficoltà di comunicazione dei semidei: un gruppo di antichi imperatori romani (chiamato Triumvirato), è sopravvissuto nel corso dei secoli grazie alla loro fama e ora, grazie a tutte le risorse accumulate nel tempo, hanno un potere smisurato e intendono regnare sul mondo, spodestando gli dei dell'Olimpo e controllando il futuro tramite gli oracoli. Il primo di essi si scopre essere Nerone, che vuole bruciare il Bosco di Dodona, l'oracolo più antico di tutti, ricresciuto all'interno del Campo Mezzosangue. Durante il tentativo di salvataggio dell'oracolo compare Nerone, che rivela di essere il patrigno di Meg, avendola allevata dopo la morte del padre biologico per mano sua. Meg prova ancora una sorta di affetto per Nerone, considerando lui e la Bestia, l'alter ego dell'imperatore che ha ucciso suo padre, due persone diverse. Di conseguenza, dopo il salvataggio del Bosco di Dodona, sparisce per andare a cercarlo. Intanto Apollo tenta di salvare il Campo Mezzosangue dall'assalto del Colosso di Nerone, un'enorme statua incantata inviata dallo stesso imperatore per distruggere il Campo, e riesce nell'impresa. Infine, giungono al Campo Leo Valdez, creduto morto dopo la battaglia contro Gea, e la sua nuova fidanzata Calipso, i quali sono destinati a partire per una nuova impresa insieme ad Apollo, che ha ricevuto la seguente profezia;
C'era Apollo che il sole guidava
Che piombò in una grotta blu e cava
Su un treposti quel gonzo
Mangiafuoco di bronzo
Follia e morte a forza ingoiava.

### La profezia oscura (The Dark Prophecy)
Dopo gli eventi accaduti del primo libro, Apollo, insieme a Leo e Calipso arriva a Indianapolis, dove viene subito attaccato dai blemmi. La squadra di eroi viene salvata dal fantasma senza testa di Agamede e da una donna di nome Emmie, che li porta successivamente all'interno della Waystation, un rifugio magico situato all'interno della Union Station. Qui conoscono Josephine, figlia di Ecate e compagna di Emmie. In seguito Apollo scopre che il vero nome di Emmie è Emitea, che nei tempi antichi fu salvata a un passo dalla morte proprio da Apollo, che le donò l'immortalità. In realtà, però, Emitea aveva pregato Artemide, e perciò si unì alle sue Cacciatrici, generando un certo imbarazzo tra lei e Apollo. Tra le Cacciatrici di Artemide Emitea conobbe Josephine, donna di cui si innamorò. Insieme decisero di lasciare le Cacciatrici e trasferirsi a Indianapolis, dove divennero guardiane della Waystation e crebbero la loro figlia adottiva Georgina, vivendo insieme al fantasma di Agamede e a tutti coloro che decidevano di rimanere alla Waystation.
Prima dell'arrivo dei protagonisti, Georgina e alcuni occupanti della Waystation erano stati catturati dal secondo imperatore, il quale si scoprirà essere Commodo. Apollo aveva avuto una relazione con lui in passato, finita quando il tiranno si rivelò per quello che era, un despota, così che Apollo si ritrovò costretto a ucciderlo.
Apollo scopre anche che un altro oracolo, la Grotta di Trofonio (suo figlio e fratello di Agamede), si trova sotto il controllo dell'imperatore. Apollo dovrà quindi svolgere delle missioni a Indianapolis. Prima recupera i grifoni di Britomarti (dea delle reti e fondatrice insieme ad Artemide della Waystation) dallo zoo della città insieme a Calipso. Successivamente la dea gli rivela come entrare nel palazzo dell'imperatore, cosa che Apollo farà con Leo e la ritrovata Meg. Nel palazzo Apollo libera Georgina e i prigionieri di Commodo e ruba il Trono della Memoria, unico oggetto in grado di far ottenere una profezia dalla Grotta di Trofonio, che porta alla follia chi ci si avventura, e affronta lo stesso imperatore prima di venire salvato da Leo e dalle cacciatrici di Artemide. Il giorno dopo Apollo e Meg si recano alla Grotta di Trofonio, dove Apollo affronta lo spirito del figlio, arrabbiato per la sorte toccata a lui e a suo fratello Agamede, e riceve la sua profezia, distruggendo in seguito la grotta su richiesta dell'oracolo stesso per non farsi più usare da Commodo. Apollo e Meg tornano alla Waystation, che intanto è stata attaccata dalle truppe di Commodo. Apollo riesce a usare un po' di essenza divina rimasta dentro di lui, accecando Commodo e cacciandolo dalla città. Apollo poi usa il Trono della Memoria per ricevere la Profezia Oscura: 
Parole memorabili prendon fuoco
Pria che sul Diavol sorga luna nuova.
Il Tevere di corpi sarà il loco
Se il mutaforma affronterà la prova.
Eppure il sole a sud dovrà viaggiare
fra meandri scuri e lande della morte.
Bianco il cavallo che dovrà trovare
del cruciverba il fiato avere in sorte.
A ovest nel palazzo ei dovrà andare;
radici antiche l'altra troverà.
Le scarpe del nemico come usare
la guida con gli zoccoli saprà.
I tre or noti e il Tevere raggiunto,
Apollo ballerà, l'attimo è giunto.
La profezia indirizza lui e Meg verso ovest, nel territorio del terzo imperatore, per liberare il prossimo oracolo. Per raggiungere la meta dovranno attraversare il Labirinto e per farlo servirà loro una guida, che sarà il satiro Grover Underwood.

### Il labirinto di fuoco (The Burning Maze)
Grazie alla guida di Grover attraverso il Labirinto, Apollo e Meg giungono a Palm Springs, città nel sud della California, dove trovano rifugio ad Aeithales, un'abitazione in rovina con un gruppo di serre come uniche superstite. Qui vi abitano alcune driadi del deserto conoscenti di Grover che accolgono il satiro e i suoi amici. Anche Meg sembra conoscere il luogo e vuole andarsene il prima possibile, tuttavia è restia a parlarne. La California del Sud è devastata dagli incendi e le driadi spiegano la situazione drammatica che stanno vivendo: il caldo estremo non è normale e lo stesso Apollo percepisce un calore malefico in quella zona di Labirinto. I suoi sospetti sono alimentati dai sogni che fa sul terzo oracolo, la Sibilla Eritrea, che è incatenata su una piattaforma in una stanza del Labirinto ricolma di lava. La donna lo avverte che si tratta di una trappola, tuttavia lo prega di venire a salvarla. Ad Aeithales, dopo averlo recuperato in città, Apollo fa anche la conoscenza del satiro Gleeson Hedge, protettore di Jason, Piper e Leo, che si è stabilito temporaneamente insieme alla moglie Mellie e al figlio neonato Chuck presso le rovine. Durante la ricognizione in città inoltre il protagonista scopre dettagli sul terzo imperatore e sul suo fedele alleato. Gleeson e Mellie informano Apollo, Meg e Grover che a Los Angeles vive Piper McLean, che potrebbe avere informazioni utili sul Labirinto e l'imperatore. Prima di andare dalla ragazza, Meg si confida con Apollo riguardo al suo legame con Aeithales: quest'ultimo era il luogo in cui viveva col suo vero padre, un botanico particolarmente devoto con un obiettivo ignoto alla figlia. L'imperatore tuttavia non ne permise il realizzarsi e bruciò Aithales, facendo fuggire padre e figlia a New York.
Il trio raggiunge quindi la metropoli dove incontrano Piper, che sta vivendo una situazione drammatica: il padre, celebre attore di Hollywood, è andato in rovina a causa di una persona che si firma con le iniziali N.H., e ora la famiglia McLean è stata espropriata di tutti i suoi beni e costretta a trasferirsi in Oklahoma, dove si trova l'ultima proprietà ancora in loro possesso. Inoltre la ragazza li informa che lei e Jason si sono lasciati e che qualche mese prima avevano cercato di affrontare il terzo imperatore nel Labirinto, ma ne erano usciti scossi. Così, aiutati dalla ragazza, Meg e Apollo raggiungono l'entrata del Labirinto e al suo interno vi trovano Medea, la maga della Colchide, già affrontata da Piper in passato. Ella è ora al servizio del terzo imperatore, che risulta essere lo spietato Caligola, e vuole aiutarlo a diventare il nuovo dio del Sole (le iniziali N.H. stavano per Neos Helios): per fare ciò ha bisogno dell'essenza divina del precedente dio del sole, il titano Elio, e di quello attuale, Apollo, che anche se attualmente è mortale conserva ancora parte del suo spirito divino. A tale scopo l'essenza di Elio è stata intrappolata da Medea all'interno di quella zona del Labirinto, motivo per cui il clima della California del Sud risulta particolarmente arido e ostico. La maga inoltre li informa che non possono raggiungere il centro del Labirinto a meno che non lo voglia lei o che non abbiano le scarpe dell'imperatore. Dopo un breve scontro con la maga i tre riescono a fuggire e Apollo convince il gruppo a chiedere aiuto a Jason. 
Il giorno dopo Apollo e Meg, prima di partire insieme a Piper per andare da Jason, piantano ad Aeithales dei misteriosi semi appartenuti al signor McCaffrey, rimasti intatti e recentemente ritrovati. Il figlio di Giove frequenta un collegio e li accoglie fin da subito, informandoli che li stava aspettando. Così Apollo viene a scoprire il motivo per cui Jason rimase scosso in seguito all'entrata del Labirinto, in cui solo lui riuscì a raggiungere la Sibilla: quest'ultima gli aveva rivelato dove trovare Caligola quando sarebbero giunti da lui Apollo e Meg, ma anche che se lui e Piper fossero tornati a fronteggiare l'imperatore uno dei due sarebbe morto. Piper non è a conoscenza di questo, tuttavia Apollo convince il ragazzo a dirle la verità, consiglio che viene ascoltato. Promette inoltre di farli uscire tutti illesi dalla missione. Così Jason porta il gruppo nel luogo suggerito, che risulta essere una baia in cui sono presenti decine di yacht. Il gruppo è costretto a dividersi: Piper e Apollo vanno alla ricerca delle scarpe dell'imperatore, necessarie per trovare il centro del Labirinto di Fuoco, mentre Jason e Meg cercano di prendere tempo. I primi due trovano le scarpe con successo, ma vengono aggrediti da Incitatus, il cavallo parlante fedele all'imperatore. Incitatus li porta al cospetto di Caligola, che intanto ha imprigionato Jason e Meg con i venti controllati da Medea. La maga inizia il rito di deificazione dell'imperatore e la situazione risulta disperata, tanto che Apollo si ferisce volontariamente per far perdere a Medea il controllo sui venti. Meg e Jason riescono quindi a liberarsi e quest'ultimo scaglia i suoi poteri sullo yacht, che inizia ad affondare. Così incita gli amici a scappare mentre lui fronteggia personalmente Caligola; i tre riescono nell'intento, ma Jason viene trafitto a morte dall'imperatore che, mostrando la sua natura sadica, ne trafigge più volte il cadavere. Il corpo del ragazzo viene portato sulla spiaggia da Tempesta, il ventus suo amico, ma non c'è nulla da fare. Piper, visibilmente scossa, allontana violentemente Apollo, ritenendolo responsabile della morte di Jason. A Meg e ad Apollo non resta altro che tornare ad Aithales, dove aggiornano Grover e le driadi sulla situazione. 
Il giorno seguente Apollo, Meg e Grover entrano nel Labirinto, dove grazie alle scarpe e alla risoluzione di numerosi enigmi, che svelano parola per parola la nuova profezia, i tre riescono a raggiungere la stanza dove è imprigionata Erofile, la Sibilla Eritrea. Meg la libera dalle catene, ma si tratta di una trappola; le catene stesse finiscono infatti per imprigionare Apollo. Così Medea compare e inizia il rito per estrarre l'essenza da Apollo, che inizia a indebolirsi sempre più. Meg e Grover intonano un canto della natura per aiutare l'amico, ma la maga li intrappola nei venti. Tuttavia Apollo, grazie ai suoi numerosi sforzi, riesce a completare la profezia e in questo modo la piattaforma ricopre la lava presente nella stanza, che si rivela essere il divino icore di Elio. Medea, proprio mentre sta per strappare l'essenza di Apollo con un coltello, viene assassinata da Piper, intervenuta insieme alle Meliadi, driadi molto antiche e potenti sorte dai semi piantati da Meg. Apollo libera l'essenza di Elio, che ora può ritrovare la pace. Il gruppo riesce quindi a fuggire e a sconfiggere Incitatus  e le sue truppe all'uscita del Labirinto, sopraffatti velocemente dalla potenza delle Meliadi. 
Erofile, ora libera, decide di stabilirsi a Palm Springs, invitata dalle driadi, così come le Meliadi, che si propongono di proteggere l'intera zona. Apollo e Meg invece continueranno a perseguire l'obiettivo di liberare tutti gli Oracoli e, grazie all'aiuto di Piper, prenderanno un aereo per raggiungere il Campo Giove, che intanto, grazie all'avvertimento preventivo di Leo, è riuscito a proteggersi dall'assalto dell'esercito di Caligola. Al Campo, inoltre, risiede l'arpia Ella, che sta cercando di riscrivere i Libri Sibillini, ennesima fonte di profezie. Apollo e Meg si porteranno dietro la bara di Jason e i suoi progetti per i nuovi templi dedicati a tutte le divinità dell'Olimpo, in modo da esaudire il suo più grande desiderio.

### La Tomba del Tiranno (The Tyrant's Tomb)
Apollo deve ora affrontare la perdita più grave: quella di un amico, Jason Grace. Deciso a tributare all'eroe tutti gli onori, l'ex divinità lo conduce al Campo Giove per consegnarlo alla terra cui appartiene. Ma qui lo attende un'amara rivelazione: dopo aver approntato una disperata resistenza contro gli imperatori del Triumvirato, i semidei devono respingere un nemico ancora più spietato di Caligola, Commodo e Nerone messi insieme: Tarquinio il Superbo, l'ultimo re di Roma. Presto attaccherà con le sue armate di non-morti e lo farà nel giorno più propizio, quando nel cielo scintillerà la luna di sangue e l'esercito di ossa sarà al culmine della ferocia. L'unica speranza di salvezza è trovare la tomba del tiranno, che si nasconde nel luogo più imprevedibile del mondo: sotto una luccicante, innocua giostra di cavallucci.
I nostri eroi iniziano il cammino, ben presto raggiungono la giostra e, grazie ai numeri dati da Ella l'arpia, entrano al suo interno. Poco dopo, grazie a uno stratagemma, riescono a entrare nella tomba, dove trovano lo scheletro di Tarquinio il Superbo ancora animato di vita, e servito da altri scheletri redivivi e da dei non-morti precedentemente in vita al Campo Giove. Tarquinio però si accorge subito della presenza del gruppetto e ordina alle sue guardie di attaccarli e grazie ad alcuni suoi poteri riesce ad accelerare il processo di zombificazione di Lester/Apollo. Tutto però si risolve per il meglio grazie ai poteri di Hazel, che fa franare il corridoio. Tornati al Campo la ferita di Lester peggiora, ma riescono grazie alla freccia di Dodona a individuare la causa del silenzio delle telecomunicazioni, rappresentata da una divinità greco-tolemaica del silenzio chiamata Arpocrate, detenuta in un ripetitore appena fuori dal Campo Giove. Stavolta Lester agisce insieme a Meg e al pretore Reyna. Andando al ripetitore Lester, in modo molto impacciato, dice a Reyna ciò che pensa su quanto gli ha detto Afrodite precedentemente riguardo a lei, ipotizzando un futuro di coppia. Come risposta Reyna si mette a ridere. Saliti sul ripetitore, dopo aver cacciato dei corvi giganti, entrano nella ''cassa'' dove è detenuto Arpocrate. Appena entrati nella prigione di Arpocrate i tre vengono sopraffatti dal silenzio, che li costringe a comunicare con il dio attraverso il pensiero. Arpocrate però non è affatto contento di vedere Apollo perché sull'Olimpo lo bullizzava, ma lui riesce a farsi perdonare mostrando le immagini dei suoi fallimenti. Arpocrate decide così di morire racchiudendo in un vasetto la sua essenza e quella della sibilla Cumana. Intanto però la zombificazione di Apollo inizia a diventare grave e riesce a malapena ad arrivare al Campo Giove. Lì si sta combattendo la battaglia e la legione del Campo Giove è in difficoltà. Prima di scendere sul Campo, Apollo va da Ella l'arpia, per procedere con il rituale di evocazione di un dio a piacere. Apollo sceglie Diana (la versione romana di Artemide, che è sua sorella) ma l'evocazione non sembra ottenere l'esito sperato e quindi decide di morire in battaglia piuttosto che diventare uno zombie ai servizi di Tarquinio il Superbo. Appena arrivato sul campo di battaglia Apollo vede subito gli imperatori Caligola e Commodo venire verso di lui. Gli si affianca prontamente il pretore Frank Zhang che sfida i due imperatori a un duello mortale doppio. Caligola sarà contro Frank e Commodo contro Apollo.
Frank dice al suo compagno di squadra di allontanarsi subito se vede del fuoco. Il duello inizia. Anche se Commodo è diventato praticamente cieco dopo la battaglia della Waystation è comunque molto pericoloso. Intanto Frank porta Caligola nelle fogne dell'accampamento. La battaglia tra Apollo e Commodo è a senso unico, data la superiorità atletica di Commodo. A un tratto però Apollo si accorge che Frank ha tirato fuori il pezzo di legno legato alla sua vita e gli ha fatto prendere fuoco. Ricordatosi dell'avvertimento scappa fuori dal tunnel mentre questo esplode a causa del petrolio che vi scorreva; questa è la fine di Caligola e Commodo, ma anche del pretore Frank Zhang. Intanto la battaglia si è conclusa a favore del Campo Giove ma ormai Apollo sembra essersi avviato inesorabilmente verso una vita da zombie. Ma quando sembra tutto perduto appare Diana che, essendo una dea, riesce a curare completamente Apollo. Intanto una figura con i vestiti a brandelli arriva dalla strada principale: è Frank! Dopo essersi curati, Meg e Apollo si incamminano verso New York, dove ci sarà il confronto finale con Nerone. Subito dopo i nostri eroi dovranno affrontare Pitone, che ha occupato l'oracolo di Delfi.

### La Torre di Nerone (The Tower of Nero)
Durante il ritorno a New York, Lester e Meg McCaffrey incontrano un'anfisbena, che recita la seconda strofa della profezia Terza Rima. In pochi minuti vengono attaccati da Luguselwa o Lu, vecchia istruttrice di Meg, e dai suoi sottoposti. Apollo e Meg scappano con l'aiuto di Luguselwa, che si rivela dalla loro parte e insieme raggiungono l'Upper East Side. Qui decidono di andare da Percy Jackson per un aiuto, però quando arrivano a casa sua incontrano la madre di Percy, Sally, il suo patrigno Paul Blofis e la sua sorellina appena nata, Estelle, mentre Percy è andato con Annabeth sulla costa occidentale. Qui, i protagonisti mettono a punto una strategia per sconfiggere Nerone, il che implica che combattano contro Lu alla luce del giorno e che Apollo la spinga fuori dall'edificio, in modo che Nerone creda che Luguselwa sia ancora dalla sua parte, dopo che si è "fatta scappare" Meg e Apollo. Tutto va secondo i piani e Lester e Meg, dopo aver buttato giù dal tetto Lu, decidono di prendere il Carro della Dannazione per raggiungere il Campo Mezzosangue e, mentre guidano, le Sorelle Grigie recitano un altro distico della profezia di Terza Rima. 
Apollo viene presentato ai nuovi arrivati come Signor A, un assistente di Signor D, o Dioniso. Lì, rimane per un po' insieme a Meg. In un sogno, si rende conto che il loro piano sta andando alla grande. Lu ha detto a Nerone della fuga, e l'imperatore ha dato un ultimatum in cui dice a Meg e Apollo che se entro due giorni non arriveranno alla sua Torre arrendendosi New York, in particolare Manhattan, brucerà. Il giorno dopo, con l'aiuto della profezia delle Sorelle Grigie, Lester, Meg, Will Solace e Nico di Angelo, vanno a incontrare Rachel Elizabeth Dare. Lei li avverte che un treno, legalmente inesistente, pieno di bovini si è fermato davanti a casa sua qualche giorno prima. Dopo un po' di chiacchiere e la messa a punto di un piano per distruggere i tini di fuoco greci di Nerone con l'aiuto di trogloditi (trog), una specie che secondo la maggior parte degli abitanti della superficie (compresi gli dei) sono solo una leggenda, Rachel improvvisamente pronuncia una profezia, il distico finale, ma si nota che Pitone sta rafforzando il suo potere, perché la Sibilla si trova sempre più in balia del serpente. All'improvviso, il bestiame attacca. I cinque riescono a malapena a fuggire dalla casa distrutta, mentre capiscono che quelli che li hanno appena attaccati sono Tauri Sylvestres, una specie di tori invulnerabili nemici giurati dei trogloditi. Nico li aiuta a raggiungere i trogloditi attraverso il viaggio nell'ombra e arrivati in profondità si scopre che Will ha il potere di brillare (in pratica la sua pelle si mette a far luce e lui diventa una lampadina umana).
Nell'accampamento sotterraneo dei trogloditi, si scopre che i trog sono dei corridori molto veloci e scavatori eccellenti. Ben presto però i nostri eroi e i loro nuovi alleati vengono trovati dai tori, che si mettono a distruggere l'accampamento, e "in fretta e furia" decidono che Will, Nico e Rachel andranno con i trog a disabilitare i tini, quindi allertano il Campo Mezzosangue, mentre Meg e Apollo andranno alla Torre, per avvicinarsi ai fasci littori di Nerone, la fonte del suo potere e della sua immortalità, per distruggerli e indebolire abbastanza l'imperatore da poterlo uccidere. Arrivati alla Torre si scopre però che Nerone sapeva già del loro piano, poiché Pitone, in quanto suo alleato, lo aveva avvertito e oltre a ciò scopriamo che i poteri di Commodo e Caligola, dopo la morte di questi ultimi, si unirono ai suoi rendendolo tre volte più potente. Le mani di Luguselwa vengono tagliate e lei e Apollo vengono gettati in prigione, mentre Meg è costretta da Nerone ad andare nella sua vecchia stanza.
Lester, dopo essere appena riuscito a rianimare Luguselwa, decide di scoprire di più su chi sta a guardia dei fasci, quindi si addormenta e riesce a indirizzare il suo sogno dove vuole lui, scoprendo che la guardia è un Leontocefalo, una creatura invulnerabile creata del dio persiano Mitra per proteggere l'immortalità di quest'ultimo. Visto che protegge l'immortalità, vuole in cambio quella di qualcun altro per garantire l'accesso ai fasci. Lu e Lester scappano di prigione e una volta fuori decidono che Lu andrà dai fasci e Apollo andrà a salvare Meg.
Al piano di sopra, si rende conto che l'intera area del piano inferiore è diventata un campo di battaglia. Gli eroi del Campo Mezzosangue sono entrati. Kayla e Austin aiutano Lester a raggiungere Meg. Lungo la strada, Lester entra in una stanza sbagliata, quella con i pulsanti per bruciare Manhattan. Il pulsante viene premuto, ma non succede nulla, poiché le vasche sono state disabilitate. Si fa vivo anche Nico.
Dopo alcune ricerche e Austin che suona una canzone per deviare i guerrieri germani, Lester corre davanti a un laptop. Nerone chiama quel laptop e gli dice che ha un piano B: rilasciare gas sassanide, un gas molto velenoso, e uccidere tutti nell'edificio. Lester deve arrivare alla sala del trono tra quindici minuti, altrimenti moriranno tutti. Lester racconta la trappola del gas ai trog, che corrono per disattivarla.
Nel frattempo, Lester raggiunge la sala del trono, dove sono presenti tutti i figli adottivi di Nerone, compresa Meg. Nerone ordina alle driadi di uccidere Lester e queste attaccano, sapendo che se non l'avessero fatto sarebbero state uccise dai figli adottivi dell'imperatore, che ha in suo possesso gli alberi delle driadi. Dopo alcuni minuti, Meg li ferma. All'improvviso, Nico si presenta con un tauro silvester sotto il suo controllo, a cui ordina di uccidere Nerone. Il toro fallisce, ma finisce per creare molto caos. Nerone cerca disperatamente il telecomando con il pulsante per rilasciare il gas sassanide. Nel mezzo del caos, uno dei semidei imperiali riesce a pugnalare Lester, che però sopravvive.
Dopo che il caos è finito, Nerone trova finalmente il telecomando e preme il pulsante. Ride, ma all'improvviso compaiono Will, Rachel e Lu, insieme al leader dei trog e ai fasci dell'imperatore e si scopre che Luguselwa ha ceduto la propria immortalità in cambio del simbolo del potere di Nerone e che i trog alla fine sono riusciti a disattivare anche il gas sassanide. Nerone è costretto a rivelare loro la verità: è controllato come una pedina da Pitone, e l'unica cosa che fa in modo che il serpente non possa modificare a suo piacimento il destino è proprio lui e il potere che ha accumulato per secoli. Se venisse ucciso, allora Pitone sarebbe quasi impossibile da uccidere. Gli viene data la possibilità di scegliere, combattere e morire in una battaglia senza speranza, o vivere ancora per alcuni anni in una grande prigione. Sceglie il primo e viene sconfitto da Lester, che in un impeto di forza divina riesce a distruggere i fasci littori di Nerone, che muore polverizzato.
Il Campo Mezzosangue rimane alla Torre per aiutare i bambini imperiali a riprendersi dopo anni di abusi, ma Lester deve andarsene, poiché deve sconfiggere rapidamente Pitone prima che quest'ultimo diventi troppo potente per essere battuto. Utilizzando il Labirinto, riesce a raggiungere Delphi, dall'altra parte del mondo, in pochi minuti.
Lester affronta il suo nemico giurato per l'ultima volta e nel mentre Pitone inizia a chiamarlo Apollo, un grande risultato per il protagonista. Ma Lester viene rapidamente sopraffatto dal serpente gigante, che pronuncia una profezia, dicendo che Apollo cadrà. Mentre Lester sta cercando di eludere il rettile, perde il suo arco, che cade nel Caos. Visto che senza un arco non aveva niente con cui combattere, la freccia di Dodona decide di sacrificarsi, e con essa Apollo riesce ad accecare Pitone. Quindi lo trascina nel Tartaro con sé, adempiendo la recente profezia di Pitone, ma in un senso più letterale.
I due quasi cadono nel Caos, ma vengono salvati da una sporgenza. Tuttavia, Apollo riesce a gettare il serpente nel Caos e distruggerlo per sempre. La dea Stige, che lo aveva seguito da quando, nel primo libro, aveva infranto i suoi voti sul fiume da lei rappresentato, si congratula con lui per aver imparato la lezione. Apollo ridiventa un dio e dopo due settimane raggiunge l'Olimpo, dove gli dei si congratulano con lui.
Apollo va a incontrare i suoi amici e in quanto dio, appare a tutti contemporaneamente (usa l'ubiquità): al Campo Mezzosangue Nico e Will gli dicono che, con l'aiuto dei trog, potrebbero essere in grado di salvare una voce di cui Nico ha sentito parlare ultimamente dal Tartaro, forse Giapeto, che dopo gli eventi narrati ne La Casa Di Ade, potrebbe essere ancora vivo. Apollo quindi visita il Campo Giove, dove Frank e Hazel stanno facendo un ottimo lavoro come pretori. Hazel si sbarazza della maledizione per la quale non poteva utilizzare i gioielli e le pietre preziose che grazie ai suoi poteri poteva evocare dal terreno. Frank può ora trasformare il suo mantello in un cardigan, mentre Percy e Annabeth hanno finalmente raggiunto l'Università lì. Apollo dà a Percy i biscotti di sua madre. Poi visita la Union Station di Indianapolis, dove Jo insegna a Georgina. Jo dice anche a Leo di essere più maturo quando si avvicina a Calypso, che attualmente studia al liceo. Ci sono anche le cacciatrici di Artemide che sono ancora a caccia della Volpe Temussiana. Poi Apollo visita Piper McLean in Oklahoma, dove ha iniziato una nuova vita con suo padre e Shel, la sua nuova ragazza. Infine, Apollo fa visita a Meg McCaffrey, che vive alla Cisterna con le driadi, tra cui le Meliadi, che le fanno da guardie, Lu, e ai bambini imperiali, a cui insegna giardinaggio. Dopo un pomeriggio passato insieme Apollo regala a Meg un unicorno e le promette che tornerà da lei tutte le volte che la ragazza vorrà. 
La profezia completa relativa all'ultimo racconto: 
Figlio di Zeus, l’ultima sfida affronta
La torre di Neron due saliranno
Scaccia la bestia che ti reca onta.
La via segreta al trono troveranno
Col figliol d’Ade, di caverne astuto.
Dai fidi di Neron dipenderanno
D’Apollo presto io farò boccone.
Ei solo al buio pesto scender dovrà,
Mai più la Vista avrà sua indicazione.
Fino allo stremo con me ei lotterà
Il dio scompare, tracce non lascerà
Apollo cadrà, ma risorger dovrà.

## Oracoli
Gli Oracoli sono fonti di saggezza che predicono il futuro. Alcuni hanno una Pizia: la sacerdotessa prescelta che incarna lo spirito della fonte profetica in questione.

### Oracolo di Delfi
È il più importante oracolo. Nei tempi antichi Apollo ne prese possesso attraverso l'uccisione del mostro Pitone. La Pizia era una sacerdotessa che incarnava lo spirito dell’Oracolo e che diceva profezie in sua vece. Quando disse la Grande Profezia sui Tre Pezzi Grossi e Ade infranse il giuramento quest'ultimo maledisse la Pizia dell’epoca. May Castellan, la madre di Luke, per stare vicina al figlio al Campo Mezzosangue decise di diventare il nuovo Oracolo, inconsapevole della maledizione del Signore dei Morti. Infatti quando ci provò impazzì vedendo scorci del futuro del figlio di Ermes. Questo (la madre impazzita) fu uno dei motivo principali della fuga di Luke e del fatto che si alleò con i Titani. Quando gli dei fecero il giuramento a Percy la maledizione finì e il nuovo Oracolo divenne la ricca e artistica mortale Rachel Elizabeth Dare. Dopo non si sa se per May sia cambiato qualcosa. La posizione dell'Oracolo di Delfi era l’omphalos, il centro del mondo. Il tempio venne costruito sotto la direzione del semidio Trofonio.

### Bosco di Dodona
Il Bosco di Dodona è il più antico Oracolo mai esistito. Era un bosco di querce sacro alla titanide Rea. I sacerdoti che ci andavano sentivano le risposte dal fruscio delle foglie degli alberi. Dopo averne perso le tracce viene ritrovato nella foresta del Campo Mezzosangue e il Triumvirato prova a prenderne il controllo. Allora il Bosco richiama 5 semidei per aiutarlo. Alla fine lo aprono Apollo (obbligato) e Meg (che lo ordina da Apollo). Lì Apollo trova una freccia che era un ramo del Bosco e che viene chiamata Freccia di Dodona nei libri e che lo guiderà per tutta la serie con consigli in linguaggio shakespeariano per finire nell’occhio di Pitone, cosa che aiuterà alla disfatta di quest’ultimo. Rea regala ad Apollo delle campane a vento con cui si possono tradurre i fruscii delle foglie.

### Oracolo di Trofonio
Quando Apollo si innamorò della moglie di re Ireo ne nacque il semidio Trofonio, fratellastro di Ganimede. Fu l'architetto del tempio di Delfi e della camera del tesoro del patrigno dove in segreto costruì un passaggio. Una notte andò a derubare il re insieme a suo fratellastro ma il piano non riuscì perché l'entrata era stata trovata e Ireo ci aveva messo una trappola mortale che uccise Ganimede. Trofonio divenne un Oracolo e per arrivarci bisognava bere dalla fonte del Lete e di Mnemosine, dell'Oblio e della Memoria, che si annientano a vicenda e che ti facevano impazzire. Poi, se sopravvivevi ai serpenti, ricevevi la profezia. Alla fine i sacerdoti ti mettevano sul Trono della Memoria, costruito da Mnemosine, e se eri fortunato tornavi normale e ricevevi la profezia. Nel secondo libro l'Oracolo chiede ad Apollo di essere distrutto.

### Sibilla Eritrea
La Sibilla Eritrea è un antico Oracolo appunto di Eritre. Era figlia di un pastore e di una naiade. Nacque cantando con una  voce così bella che Apollo la benedisse facendola diventare una sua immortale Sibilla. Mostrava le sue profezie sotto forma di giochi enigmistici. Nel corso dei secoli ha cominciato a deprimersi, poiché nessuno la prendeva più sul serio. Allora smise di uscire dalla sua grotta dopo che Michelangelo l'aveva ritratta. Poi Caligola la imprigionò nel labirinto di fuoco e venne liberata, restando ad abitare alla Cisterna.

### Sibilla Cumana
Era una sacerdotessa di Apollo e lui se ne innamorò, ma l'amore non era ricambiato così lei divenne una Sibilla e i due si odiavano a vicenda. Un giorno la Sibilla Cumana si presentò a corte, da Lucio Tarquinio il Superbo, con i 9 Libri Sibillini: erano libri pieni di profezie ma il re le rise in faccia. Lei tornò ma solo con 6 libri sempre allo stesso prezzo e quando ottenne un altro rifiuto ne bruciò 3 e fece la sua ultima offerta: finalmente Tarquinio cedette. Era ancora viva quando Apollo divenne mortale per la terza volta. I suoi sacerdoti avevano messo i suoi resti in un barattolo e lì dentro si innamorò di Arpocrate. Poi quando il dio fu liberato lei se ne andò con lui.